# 塞奇 (加利福尼亞州河濱縣)
塞奇（英語：Sage）是位於美國加利福尼亞州河濱縣的一個非建制地區。該地的面積和人口皆未知。

## 地理
塞奇的座標為33°34′54″N 116°55′56″W / 33.58167°N 116.93222°W，而該地的平均海拔高度為705米（即2313英尺）。